# Třída Glorious
Třída Glorious (někdy je označovaná jako třída Courageous) byla třída bitevních křižníků britského královského námořnictva z doby první světové války. Její stavba byla iniciativou britského admirála Fishera, který jim říkal velké lehké křižníky. Plavidla byla koncipována jako lehce pancéřované bitevní křižníky s malým ponorem, určené pro službu v mělkých vodách Baltského moře. Celkem byly postaveny tři jednotky této třídy. Třetí jednotka, HMS Furious, se lišila výzbrojí a nakonec byla postavena podle upraveného projektu, se vzletovou palubou na přídi. Courageous a Glorious byly ve službě od roku 1917, ale v boji se vůbec neosvědčily a ukázaly se být slepou uličkou ve vývoji válečných lodí. I lehké křižníky nepřítele je mohly vážně ohrozit, naopak proti bitevním lodím byly téměř bezbranné. V roce 1920 proto bylo rozhodnuto přestavět všechny tři jednotky třídy Courageous na plnohodnotné letadlové lodě. Všechny tři lodě sloužily po celá třicátá léta a v době vypuknutí druhé světové války tvořily páteř britských námořních leteckých sil. Dvě byly potopeny v prvním roce války a třetí válku přečkala a byla roku 1948 sešrotována.

## Stavba
Stavba trojice křižníků byla objednána roku 1915. Celkem byly postaveny tři jednotky této třídy. Do stavby se zapojily loděnice Armstrong Whitworth v Elswicku a Harland & Wolff v Belfastu.
Jednotky třídy Courageous:
| Jméno          | Loděnice            | Založení kýlu | Spuštěna       | Vstup do služby | Poznámka |
| -------------- | ------------------- | ------------- | -------------- | --------------- | --- |
| HMS Courageous | Armstrong Whitworth | březen 1915   | 5. února 1916  | leden 1917      | V letech 1924–1928 byla přestavěna na letadlovou loď. Dne 17. září 1939 potopena ponorkou U-29.                                         |
| HMS Glorious   | Harland & Wolff     | květen 1915   | 20. dubna 1916 | leden 1917      | V letech 1924–1930 byla přestavěna na letadlovou loď. Dne 8. června 1940 potopena německými bitevními křižníky Scharnhorst a Gneisenau. |
| HMS Furious    | Armstrong Whitworth | červen 1915   | 15. srpna 1916 | červenec 1917   | V letech 1922–1925 byla přestavěna na letadlovou loď. Od roku 1945 testovací loď. Sešrotována 1948.                                     |

## Konstrukce

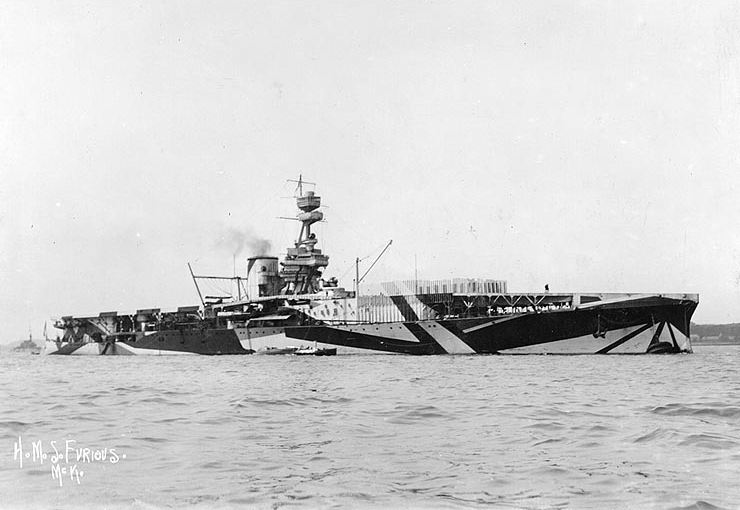
HMS Furious se dvěma letovými palubami oddělenými nástavbou

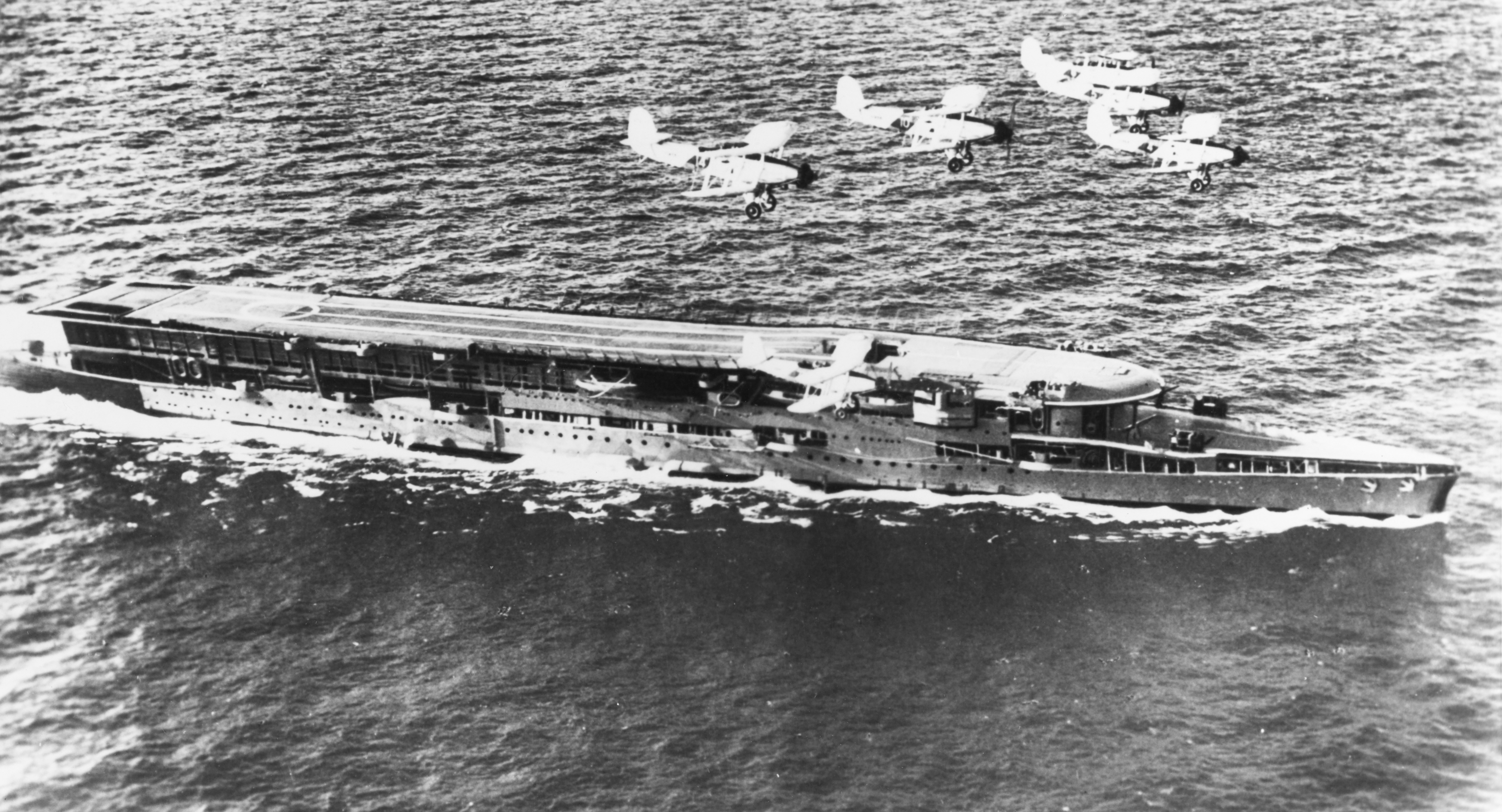
HMS Furious ve 30. letech s palubními bombardéry Blackburn Baffin

### CourageousaGlorious
Pancéřování bylo velmi slabé. Například boky měly sílu až 76 mm, barbety věží až 178 mm a hlavní paluba až 38 mm. Lehká konstrukce musela být během služby zpevněna výztužemi. Plavidla měla silnou hlavní výzbroj čtyř 381mm kanónů ve dvoudělových věžích. Dále nesla osmnáct 102mm kanónů, dva 76mm kanóny, dva 47mm kanóny a dva 533mm torpédomety. Pohonný systém tvořilo osmnáct kotlů Yarrow, vytápěných topnou naftou a čtyři parní turbíny Parsons o výkonu 90 000 hp, pohánějící čtyři lodní šrouby. Nejvyšší rychlost měla dosahovat 32 uzlů. Plánovaný dosah byl 6000 námořních mil při rychlosti 20 uzlů.
V letech 1924–1930 byly oba křižníky přestavěny na letadlové lodě. Byly vybaveny dlouhou průběžnou palubou s nástavbou na pravoboku. Pod ní se nacházel dvoupatrový hangár, vybavený dvěma výtahy.

### Furious
Třetí jednotka Furious měla být dokončena s výzbrojí dvou 457mm kanónů ve dvoudělových věžích. V průběhu stavby však bylo rozhodnuto plavidlo dokončit jako hybrid mezi křižníkem a letadlovou lodí. Přední dělovou věž nahradila letová paluba s hangárem, přičemž na zádi byl umístěn jeden 457mm kanón. V této podobě byla loď v červenci 1917 dokončena. Od listopadu 1917 do března 1918 však byla loděnicí Armstrong Whitworth opět přestavěna. Na zádi byla vytvořena druhá letová paluba s hangárem, od přídě však zůstala oddělena velkou nástavbou s komínem. Neseno bylo až 16 letounů.
Koncepce se dvěma oddělenými palubami se rovněž neosvědčila, a proto bylo plavidlo v letech 1922–1925 loděnicí v Devonportu přestavěno na letadlovou loď. Plavidlo mělo hladkopalubové uspořádání. Nástavba s komínem byly odstraněny. Pod letovou palubou se nacházel dvoupatrový hangár, z jehož horního patra byla na přídi přístupná krátká startovací plocha. K dispozici byly dva výtahy. Kapacita letounů byla 36 kusů. Při modernizaci v letech 1938–1939 loď dostala malou nástavbu.